# Насловна страна (квиз)
Насловна страна је српски квиз који се емитује на од 1. октобра 2011. године на каналу Happy. Састоји се из пет једноставних игара са речима, бројевима и знањем, а такмичарима је циљ прво да се пласирају у четвртфинале, а затим и полуфинале и финале. Циклус се састоји од 60 епизода, од чега је четрдесет епизода квалификационих. У свакој епизоди такмиче се два такмичара, победник се такмичи и у наредној епизоди, а сваки такмичар може да оствари максимално пет победа.

## Историја и карактеристике
Прва епизода Насловне стране је емитована у понедељак, 1. октобра 2011. године у 20.30 часова. Аутор квиза је Никола Нешковић.
Емисију води Маша Зиповски. Бивши водитељи квиза "Насловна страна" су Зорана Стојковић, Мајда Бањановић, Ана Марија Димитријевић, Бојана Бојовић, Владана Савовић, Јована Цавнић, Иван Иванов, Урош Божић, Бојана Јекнић, Сара Остојић и Катарина Милинковић.
Квиз се приказује сваки дан у термину од 17 часова.

## Игре
У првом циклусу, било је седам игара — Слике са насловних страна, Слово по слово, До нуле, Лексикон, Сети ме се, Берза и Топло-хладно. Други циклус квиза почео је једном игром мање, јер је игра Лексикон избачена, док је игра Сети ме се повучена после четвртог циклуса.

Слике са насловних страна — у овој игри, такмичари треба да погоде личност, грађевину и сл. са слике. Игра се састоји од дванаест слика, а сваки тачан одговор носи три поена.

Слово по слово — такмичари наизменично бирају да ли желе самогласник или сугласник и од дванаест изабраних слова треба да пронађу што дужу реч.

До нуле — такмичари, говорећи стоп, бирају стартни број, као и шест помоћних бројева, од којих су четири једноцифрена, а два су двоцифрена броја. Задатак такмичара је да стартни број, уз помоћ помоћних бројева и четири основне математичке операције сведу до нуле или што ближе нули, при чему је дозвољен распон од −50 до +50. Игра се састоји из два дела, а предност да први бира стартни број има такмичар са већим бројем поена, оствареним у претходним играма.

Берза — такмичар бира једну од пет понуђених области (свака област састоји се од дванаест података) и започиње лицитацију, а игру игра такмичар који понуди већи број тачних одговора. У случају да такмичар који игра игру не да лицитиран број тачних одговора, поене добија противник. Игра се састоји из два дела, а област први бира такмичар са већим бројем поена.

Топло — хладно — такмичарима се отвара корак по корак, а њихов задатак је да погоде скривену личност или појам. Са сваким новим кораком, број поена који се може освојити се смањује.

## Досадашњи победници[а]
| Број циклуса | Година   | 1. место             | 2. место            | 3. место            | 4. место           |
| ------------ | -------- | -------------------- | ------------------- | ------------------- | ------------------ |
| 1.           | 2020/21. | Небојша Јевтовић     | Никола Лацковић     | Милош Милутиновић   | Александар Симић   |
| 2.           | 2021.    | Вељо Спасојевић      | Зоран Крстић        | Неђељко Свркота     | Бранко Марковић    |
| 3.           | 2021.    | Александар Томашевић | Ђорђе Николић       | Владимир Митровић   | Милутин Којић      |
| 4.           | 2021.    | Живорад Драгичевић   | Гојко Родић         | Никола Миљковић     | Милан Новаковић    |
| 5.           | 2021.    | Петар Станисављевић  | Дарко Думановић     | Бранко Марковић     | Милан Ђорић        |
| 6.           | 2021/22. | Бранислав Тодорић    | Владимир Митровић   | Зоран Крстић        | Живорад Драгичевић |
| 7.           | 2022.    | Вељо Спасојевић      | Владимир Митровић   | Дарко Думановић     | Ђорђе Николић      |
| 8.           | 2022.    | Бранислав Тодорић    | Драган Исаиловић    | Милан Павловић      | Живорад Драгичевић |
| 9.           | 2022.    | Дарко Думановић      | Владимир Митровић   | Ђорђе Николић       | Зоран Крстић       |
| 10.          | 2022.    | Бранислав Тодорић    | Милан Павловић      | Милутин Којић       | Никола Лацковић    |
| 11.          | 2022.    | Милан Павловић       | Радисав Котлајић    | Гојко Родић         | Живорад Драгичевић |
| 12.          | 2022/23. | Владимир Митровић    | Бранко Марковић     | Зоран Држајић       | Драган Максимовић  |
| 13.          | 2023.    | Зоран Крстић         | Гојко Родић         | Душан Николић       | Југослав Ратковић  |
| 14.          | 2023.    | Дарко Думановић      | Драган Исаиловић    | Милан Павловић      | Живорад Драгичевић |
| 15.          | 2023.    | Владимир Митровић    | Јован Милошевић     | Марко Клипа         | Небојша Докмановић |
| 16.          | 2023.    | Бранислав Тодорић    | Милан Павловић      | Ђорђе Николић       | Вељко Бркић        |
| 17.          | 2023.    | Живорад Драгичевић   | Здравко Томић       | Петар Станисављевић | Јован Милошевић    |
| 18.          | 2023/24. | Владимир Митровић    | Милан Павловић      | Владимир Младенов   | Бранко Марковић    |
| 19.          | 2024.    | Владимир Поповић     | Душан Николић       | Бранислав Тодорић   | Радисав Котлајић   |
| 20.          | 2024.    | Јован Милошевић      | Зоран Држајић       | Милан Павловић      | Мирослав Сенић     |
| 21.          | 2024.    | Радисав Котлајић     | Милан Павловић      | Владимир Митровић   | Живорад Драгичевић |
| 22.          | 2024.    | Петар Станисављевић  | Небојша Докмановић  | Марко Ђорђевић      | Владимир Војиновић |
| 23.          | 2024/25. | Јован Милошевић      | Владимир Поповић    | Бранислав Тодорић   | Душан Николић      |
| 24.          | 2025.    | Александар Симић     | Никола Лацковић     | Милош Вујић         | Марија Бунгуровић  |
| 25.          | 2025.    | Марко Ђорђевић       | Живорад Драгичевић  | Милан Павловић      | Гојко Родић        |
| 26.          | 2025.    | Јован Милошевић      | Петар Станисављевић | Синиша Луковић      | Иван Вујовић       |
| 27.          | 2025.    | емитовање у току     | емитовање у току    | емитовање у току    | емитовање у току   |